# Nantis
Nanti es el nombre de un pueblo indígena de Perú y su idioma propio, tradicionalmente emplazado en las cabeceras de los ríos Timpia y Camisea, en el área amazónica del distrito de Echarate, provincia de La Convención, departamento del Cuzco. Pertenecen al tronco arawak, familia maipuran del sur, y están emparentados con sus vecinos machiguenga y asháninka.

## Etnónimo
La palabra nanti significa “ser humano”, es la respuesta natural que dan las personas de un cierto grupo cuando se les pide que se auto identifiquen. Anteriormente eran llamados en forma despectiva Kogapakori, que en lengua machiguenga significa ‘salvaje’ o ‘mata gente’.

## Número de hablantes y emplazamiento tradicional
Se calcula que los nanti son unas 300 personas, ubicadas en dos comunidades nativas reconocidas: Montetoni 11°54′02″S 72°21′02″O / -11.90056, -72.35056 y Malanksiá 11°51′30″S 72°22′51″O / -11.85833, -72.38083. Sin embargo, la matrícula de alumnos de la escuela primaria de Montetoni muestra casi 50 niños; por lo que la cantidad de pobladores de solo esa comunidad debe estar por encima de las 300 personas.

## Historia
Varios rasgos gramaticales marcadamente diferentes de la lengua nanti respecto de su cognada más próxima, la lengua machiguenga, sugieren que la separación de sus hablantes no es tan reciente como lo sugieren algunas personas que atribuyen el origen de los nanti a una estrategia de autoexilio y evasión de grupos machiguengas en el periodo de la explotación del caucho (fines del siglo XIX e inicios del XX).
Documentos de temprano el siglo XIX ya aluden a los kugapakori. El viajero Paul Marcoy los registra en el segundo tomo de su Viaje a Través de la América del Sur, un reporte de su paso por la selva peruana en 1840, durante el cual recibe información de la existencia de los kogapakori, con la probable referencia a su desnudez, y los dibuja recurriendo a su imaginación.
Igualmente, el mariscal William (Guillermo) Miller, militar inglés que luchó en las guerras de independencia de Argentina, Chile y  el Perú y terminó como funcionario militar en este último país, reporta a la Royal Society un viaje a la selvas del Cuzco en 1835 y habla de los  pucapacures (kogapakori) agresivos que atacaron a sus vecinos en el punto de difluencia del río Paucartambo – Yavero sobre el río Urubamba. ( 12°21'11.4"S, S 72°52'15.9"O). 